# Sondering (grondmechanica)

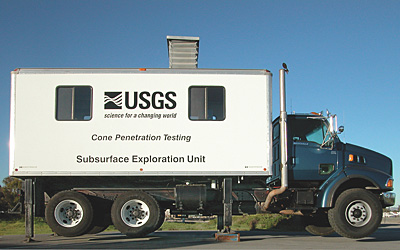
Een sondeerwagen van de USGS.

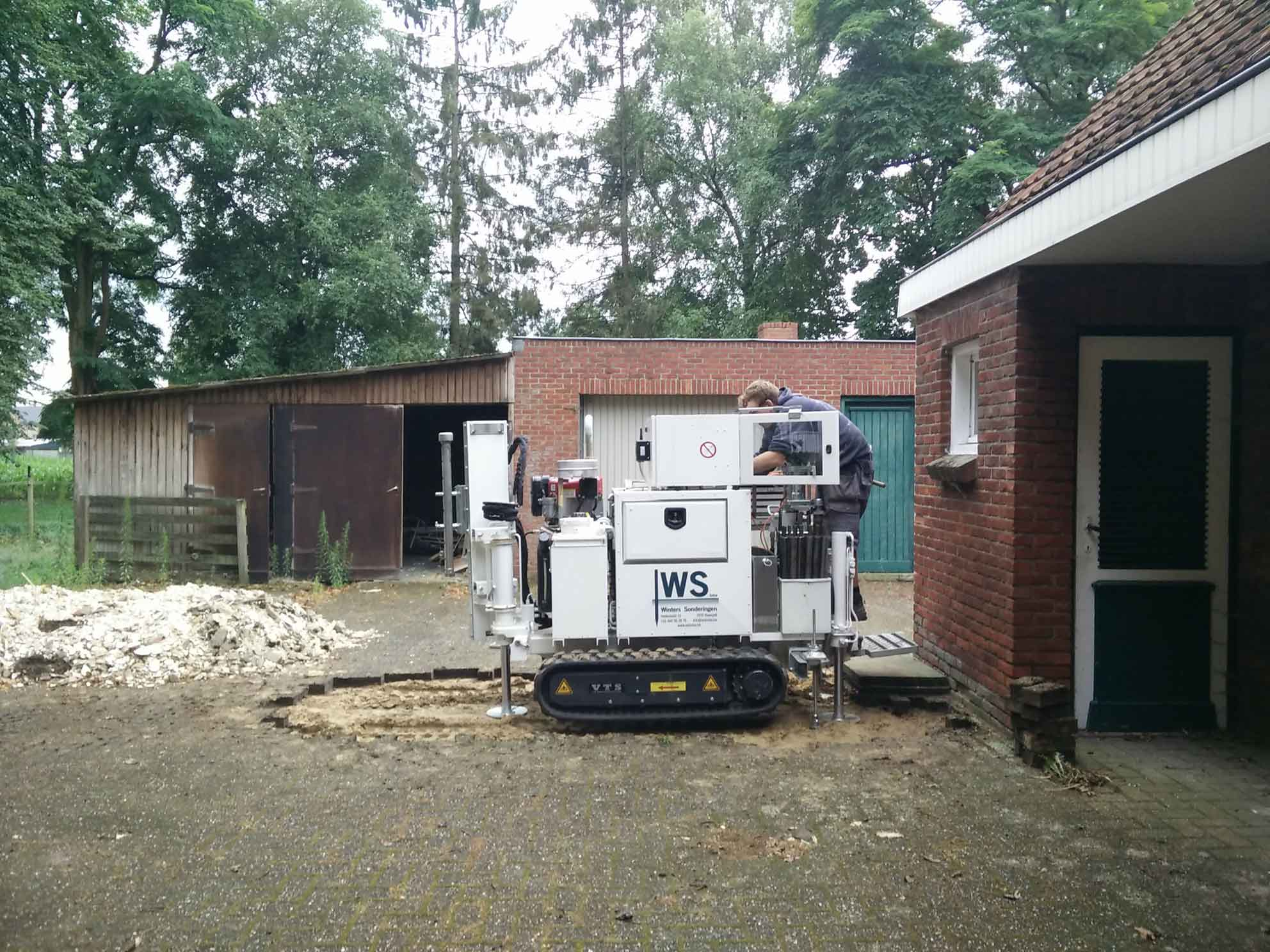
Met deze flexibele mini-sondeerrups kan men sonderen op moeilijk bereikbare plekken en binnenshuis.

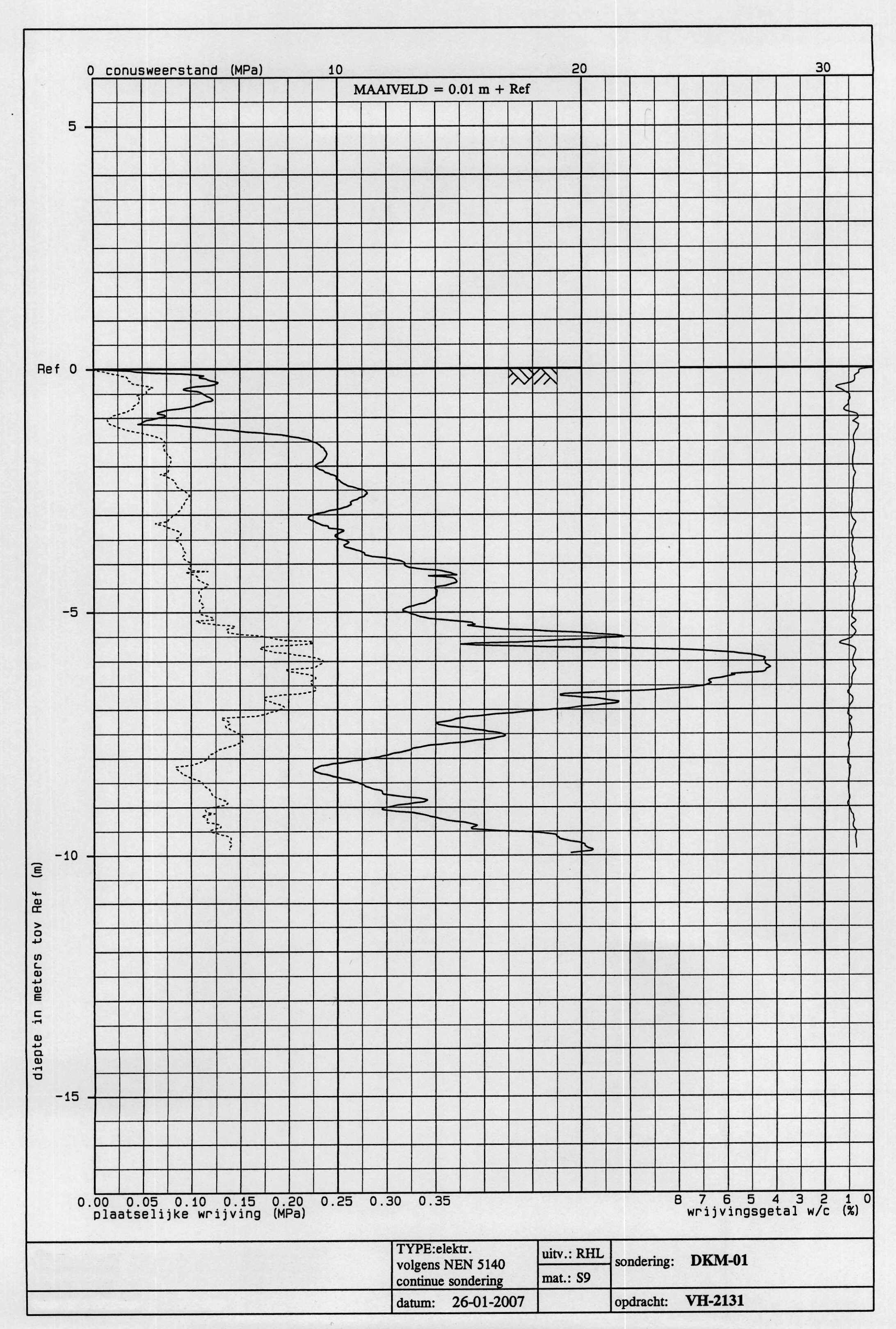
Een sondeerstaat met links de wrijving en kleef, rechts het wrijvingsgetal. Het gaat de eerste vijf meter wellicht om een normaal geconsolideerd dichtgepakt zand

Sonderen, het uitvoeren van een sondering, als begrip uit de grondmechanica is het bepalen van het draagvermogen van de grond door een staaf met kegelvormige punt met een tophoek van 60°, de sondeerconus, in de grond te drukken en daarbij de mechanische weerstand van de grond te meten. 
Bij de meeste sonderingen wordt tevens de kleef gemeten. Naast sonderingen voor funderingsadvies en civiele techniek zijn sonderingen ook bruikbaar voor milieukundig bodemonderzoek. Zo zijn conussen ontwikkeld waarmee bijvoorbeeld de redox-potentiaal, de geleidbaarheid en temperatuur van de grond en het grondwater gemeten kunnen worden. Ook zijn er milieusonderingen die online de verontreinigingen kunnen meten. De combinatie van deze gegevens geeft een beeld van de bodemopbouw (nodig voor funderingen) en een indicatie voor mogelijke bodemverontreiniging. 
Sonderingen worden uitgevoerd door een sondeerwagen, doorgaans een zware 6x6 vrachtwagen of een voertuig op rupsbanden. In de sondeerwagen of op het voertuig op rupsbanden bevindt zich een hydraulische pers welke de sondeerstaven de grond in drukt. Het gewicht van de sondeerwagen of het voertuig op rupsbanden levert hierbij de reactiekracht en de oliedruk in de hydraulische pers is een maat voor de conusweerstand. Er bestaan thans ook moderne elektronische uitvoeringen die de conusweerstand en de kleef ter plekke (in de grond) kunnen bepalen. Er bestaan ook piëzoconussen, waarmee de waterspanning rond de conus gemeten kan worden. Als de waterspanning opgemeten wordt, dan kunnen slecht doorlatende lagen gedetecteerd worden.

## Sondeerconus
De sondeerconus wordt met een constante snelheid van twee centimeter per seconde in de grond gedrukt. De weerstand om deze conus in de grond te drukken heet conusweerstand.
De sondeerconus zal minder kracht nodig hebben om door klei of veen te drukken (lage conusweerstand) dan die het nodig heeft om door zand te drukken (hoge conusweerstand). Met deze methode verkrijgt men grafische gegevens over de kracht die nodig is om door de grond te drukken. Deze geven informatie over de vastheid van de grond, waarop men het draagvermogen van de grond kan bepalen. De meetgegevens worden per sondering gepresenteerd in een sondeerstaat. Op zo'n sondeerstaat zijn gegevens als de conusweerstand, de kleef, de waterspanning en het wrijvingsgetal (afhankelijk van wat er gemeten is) uitgezet tegen de diepte. 
Het wrijvingsgetal (ook wel kleefgetal) verkrijgt men door de plaatselijke wrijving te delen door de conusweerstand. Lage waarden voor het wrijvingsgetal duiden op de aanwezigheid van zand (±1) of silt/leem (±2), hogere waarden duiden meestal op klei (±5) of veen (±8).
Deze methode met een sondeerkegel is in de vijftiger jaren ontwikkeld door het Laboratorium voor Grondmechanica in Delft. De methode wordt thans wereldwijd gebruikt voor het bepalen van draagkracht van grond in deltagebieden.